# Blaise Siwula

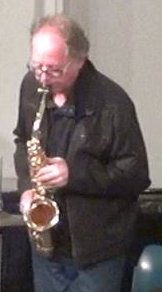
Blaise Siwula, 2012

Blaise Siwula (* 19. Februar 1950 in Detroit) ist ein US-amerikanischer Musiker (Saxophone, Klarinetten, Flöten, Perkussion, Streichinstrumente) im Bereich des Modern Creative und der improvisierten Musik.

## Leben und Wirken
Siwula begann mit vierzehn Jahren Altsaxophon zu spielen und war Mitglied einer Schulband. Unter dem Eindruck von John Coltranes LP Om wechselt er zum Tenorsaxophon; weitere frühe Vorbilder waren Art Pepper ebenso wie Ornette Coleman, Sonny Stitt, Archie Shepp, Pharoah Sanders, Sun Ra und andere Musiker, die er Anfang der 70er bei Livekonzerten in seiner Heimatstadt hörte. Nach dem College studierte er Musiktheorie und Komposition an der Wayne State University. Nach seiner Heirat zog er nach San Francisco, spielte dort in Cafés improvisierte Musik und schrieb Gedichte, die von den Lyrikern Hernández, Lorca, Baudelaire, Rimbaud den Beat-Poeten Gregory Corso, Hart Crane sowie W. B. Yeats beeinflusst waren. Nach vier Jahren, die er in Nordkalifornien lebte, kehrte er nach Detroit zurück und zog 1989 nach Europa, wo er drei Monate als Straßenmusiker umherreiste. Nach seiner Rückkehr in die Vereinigten Staaten ließ er sich in New York nieder.
Nach einigen Jahren der Beschäftigung mit Literatur, Architektur und Kunst versuchte er vergeblich, einen Plattenvertrag zu erhalten; schließlich vertrieb er seine Musik auf selbst produzierten Tonbandcassetten. Seitdem arbeitete er in der New Yorker Improvisations-Szene, u. a. mit Amica Bunker (1991/92), dem Improvisers Collective und mit der Musikerkooperative Citizens Ontological Music Agenda (COMA), dem zeitweise über 100 Musiker angehörten. 1992 wirkte er bei der Live-Aufführung von John Zorns Komposition Cobra in der Knitting Factory mit.
Ab 1999 hatte er Gelegenheit, eine Reihe von Alben für die Avantgarde-Label CIMP, Konnex Records und Cadence Jazz Records aufzunehmen. In den 2000er Jahren betätigte sich Siwula als Komponist und arbeitete mit Multimedia- und Performance-Projekten zusammen. Als Instrumentalist spielt er vorrangig Alt- und Sopransaxophon, außerdem Klarinetten, Flöten, Perkussion und Streichinstrumente sowie Electronics, die er als Hintergrund für seine Improvisationen einsetzt. Im Laufe seiner Karriere arbeitete Siwula u. a. mit Cecil Taylors Ptonagas, William Hooker (Armageddon, 1995), Karen Borca, William Parker, Peter Kowald, Perry Robinson, Wilber Morris, Vincent Chancey, Theo Jörgensmann, Fred Lonberg-Holm, Rashid Bakr, Dominic Duval, Jay Rosen, Lukas Ligeti, Hilliard Greene, Joe McPhee, Daniel Carter, Nobu Stowe, David Haneys Primitive Arkestra (Dolphy’s Hat, 2014) und Bern Nix.

## Diskographische Hinweise
- Dialing Privileges (CIMP, 1999)
- Badlands (Cadence Jazz, 2000)
- Tandem Rivers (Cadence Jazz, 2003)
- Blaise Siwula, Dom Minasi, Nobu Stowe & Ray Sage: New York Moments (Konnex, 2007)
- Projection Zero (2008) mit Carsten Radtke
- Blaise Siwula & Dom Minasi: Live at the Matt Bevel Institute (re:konstruKt, 2010)
- Blaise Siwula / Dom Minasi: The Sunshine Don’t Mind My Singing (2014)

## Lexigraphischer Eintrag
- Richard Cook, Brian Morton: The Penguin Guide to Jazz on CD. 6. Auflage. Penguin, London 2002, ISBN 0-14-051521-6.